# Instructions pour Kagemni
Les instructions pour Kagemni (ou enseignement pour Kagemni) sont un texte pédagogique de la littérature de l'Égypte antique qui appartient au genre de la Sebayt. Bien que la première preuve de son écriture remonte au Moyen Empire, sa paternité, encore douteuse, a été attribué à Kagemni, un vizir qui a servi durant le règne du roi Snéfrou, fondateur de la IVe dynastie (Ancien Empire).

## Source
La plus ancienne source connue pour les Instructions pour Kagemni est le papyrus Prisse,. Ce texte remonte à avant la XIIe dynastie du Moyen Empire (probablement du règne d'Amenemhat II, ou un peu plus tôt dans la XIIe dynastie). Il est écrit en moyen égyptien et dans un style archaïque hiératique. 

## Contenu
Seule la fin de ce texte a survécu, on ne sait pas la quantité qui a été perdue ; sur le papyrus Prisse, il est suivi par la version complète de l'Enseignement de Ptahhotep,.
Kagemni, qui est, selon le texte, un vizir sous Snéfrou, est un personnage qui est peut-être basé sur un autre vizir du même nom qui a vécu pendant la VIe dynastie. 
Kagemni est présenté dans le texte comme l'élève plutôt que l'enseignant des vertus et de la moralité, certains universitaires ont proposé que son père pouvait être Kaires, un sage mentionné dans l'Éloge des écrivains morts (papyrus Chester Beatty IV),. 
Bien que le texte ait été attribué à Kagemni, il était commun pour les anciens textes de sagesse égyptienne d'être faussement attribuée à de prestigieuses figures historiques,. 
Écrit comme un guide de conseils pragmatiques pour le fils d'un vizir, les Instructions pour Kagemni sont similaires à l’Enseignement de Ptahhotep. 
Elles diffèrent des enseignements plus tardif comme l'Enseignement d'Amenemopet, qui met l'accent sur la piété, ou les Instructions d'Amenemhat, qui selon William Simpson (un professeur émérite d'égyptologie à l'université Yale) sont un « travail politique sous forme d'instruction ». 
Kagemni conseille donc que l'on doit suivre un chemin de modestie et de modération, et qu'il faut éviter des choses comme la fierté et la gourmandise.
Pour Kagemni, « l'homme silencieux » qui est modeste, calme et pondéré est vu comme vertueux contrairement à l’homme impulsif décrit dans l'Enseignement d'Aménémopé.